# Sublette, Illinois
Sublette là một làng thuộc quận Lee, tiểu bang Illinois, Hoa Kỳ. Năm 2010, dân số của làng này là 449 người.

## Dân số
Dân số qua các năm:
- Năm 2000: 456 người.
- Năm 2010: 449 người.